# Kristine Andersen
Kristine Andersen (Aalborg, 2 de abril de 1976) es una exjugadora de balonmano danesa. Consiguió 2 medallas olímpicas de oro.